# Olle Teimert
Olle Teimert, född Hans Olov Teimert 16 februari 1928 i Stockholm, död där 3 februari 2006, var en svensk skådespelare.

## Filmografi (urval)
- 1950 – Medan staden sover
- 1951 – Tull-Bom
- 1952 – Flyg-Bom
- 1952 – Hon kom som en vind
- 1953 – Marianne
- 1953 – Flickan från Backafall
- 1953 – Vi tre debutera
- 1954 – Taxi 13
- 1956 – Krut och kärlek

## Teater

### Roller
| År   | Roll        | Produktion         | Regi         | Teater      |
| ---- | ----------- | ------------------ | ------------ | ----------- |
| 1950 | Bob Kentish | Dafne James Bridie | Ernst Eklund | Vasateatern |